# Сан-Естебан-де-Гормас
Сан-Естебан-де-Гормас (ісп. San Esteban de Gormaz) — муніципалітет в Іспанії, у складі автономної спільноти Кастилія-і-Леон, у провінції Сорія. Населення — 3291 особа (2010).
Муніципалітет розташований на відстані близько 140 км на північ від Мадрида, 65 км на захід від Сорії.
На території муніципалітету розташовані такі населені пункти: (дані про населення за 2010 рік)
- Альдеа-де-Сан-Естебан: 23 особи
- Атаута: 68 осіб
- Інес: 33 особи
- Матанса-де-Сорія: 42 особи
- Моркуера: 18 осіб
- Ольмільйос: 49 осіб
- Педраха-де-Сан-Естебан: 27 осіб
- Пеньяльба-де-Сан-Естебан: 60 осіб
- Пікера-де-Сан-Естебан: 25 осіб
- Кінтанас-Рубіас-де-Абахо: 8 осіб
- Кінтанас-Рубіас-де-Арріба: 16 осіб
- Кінтанілья-де-Трес-Барріос: 41 особа
- Рехас-де-Сан-Естебан: 58 осіб
- Сан-Естебан-де-Гормас: 2506 осіб
- Сото-де-Сан-Естебан: 116 осіб
- Торраньйо: 13 осіб
- Торремоча-де-Айльйон: 15 осіб
- Велілья-де-Сан-Естебан: 17 осіб
- Вільяльваро: 156 осіб

## Демографія
Динаміка населення (INE ):

## Галерея зображень

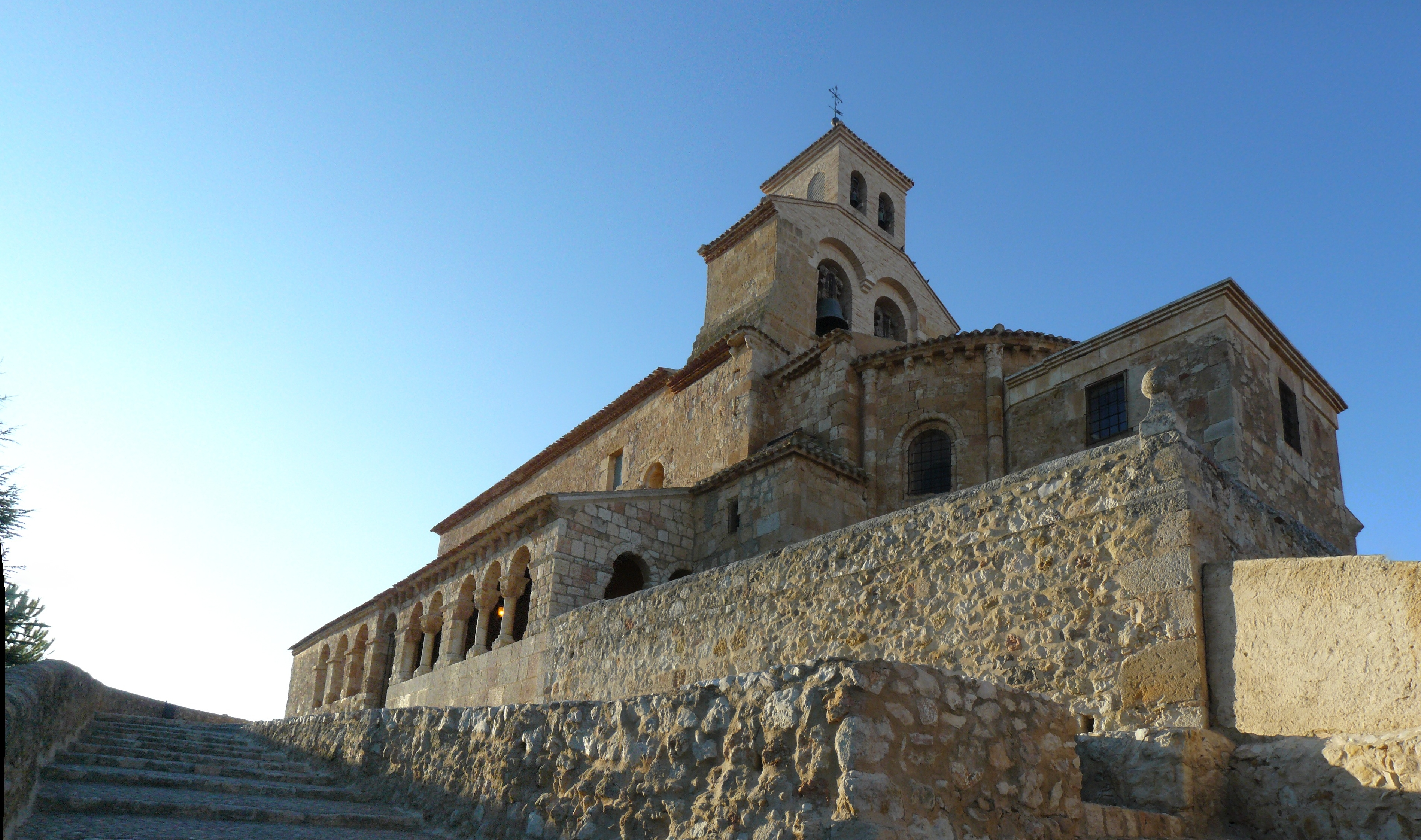
Церква Нуестра-Сеньйора-дель-Ріверо
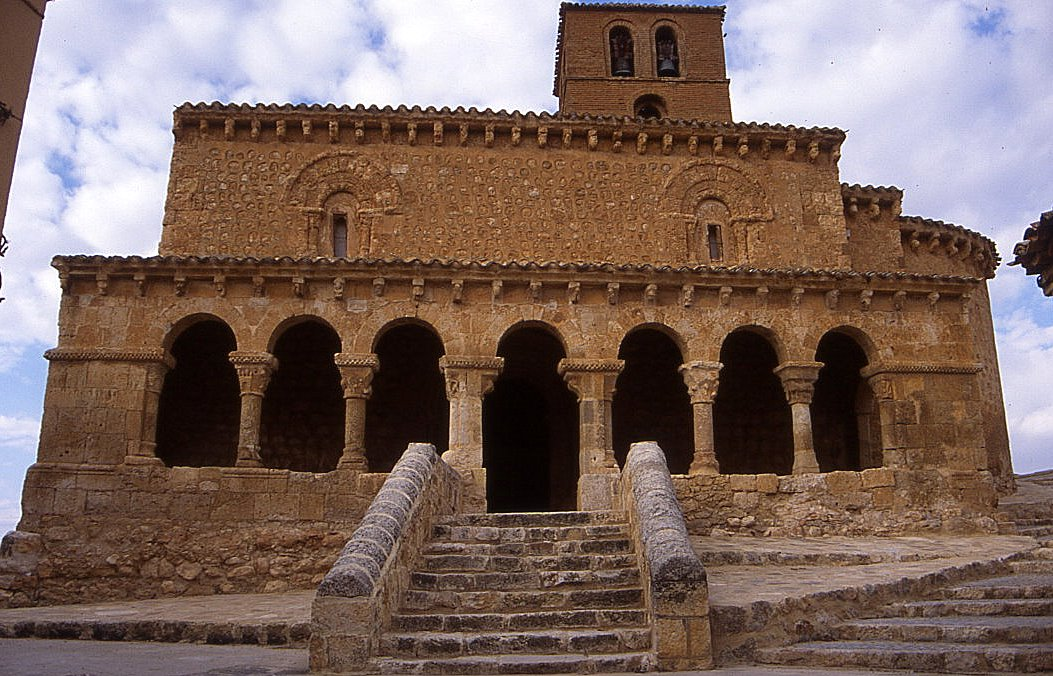
Романська церква Сан-Мігель, XI століття